# Denise Faye
Denise Faye Greenbaum (New York, 16 luglio 1963) è un'attrice e coreografa statunitense.

## Filmografia parziale
- American Pie 2, regia di James B. Rogers (2001)
- Chicago, regia di Rob Marshall (2002)
- Nine, regia di Rob Marshall (2009)
- Burlesque, regia di Steven Antin (2010)